# Stella Solaris
Die Stella Solaris war ein 1953 in Dienst gestelltes Kreuzfahrtschiff der griechischen Reederei Sun Line, das ursprünglich als Cambodge im Linienverkehr für die französische Messageries Maritimes erbaut wurde und für diesen Zweck bis 1969 im Einsatz stand. Das seit 1995 von Royal Olympic Cruises bereederte Schiff blieb bis 2003 in Fahrt und ging anschließend zum Abbruch ins indische Alang.

## Geschichte
Die Cambodge entstand unter der Baunummer 208 in der Werft von Ateliers et Chantiers de France in Dunkerque und lief am 8. Juli 1952 vom Stapel. Nach der Ablieferung an die Messageries Maritimes wurde das Schiff am 31. Juli 1953 im Liniendienst von Marseille nach Yokohama in Dienst gestellt.
Nach 17 Jahren im Einsatz als Linienpassagierschiff wurde die Cambodge im Dezember 1969 ausgemustert und an die Sun Line mit Sitz in Piräus verkauft. Nach einer kurzen Aufliegezeit in La Spezia unter dem Namen Stella V erhielt das Schiff 1970 den neuen Namen Stella Solaris, es folgte in Perama ein von Februar 1971 bis Juni 1973 andauernder Umbau zum Kreuzfahrtschiff. Dabei erhielt der Dampfer zusätzliche Aufbauten, eine neue, weiter vorne liegende Kommandobrücke und einen anderen Schornstein, wodurch das Schiff nicht wiederzuerkennen war. Am 25. Juni 1973 konnte die Stella Solaris zu ihrer ersten Kreuzfahrt aufbrechen. In den Sommermonaten war sie im Mittelmeer stationiert, während sie in den Wintermonaten Reisen in der Karibik unternahm.
1995 schloss sich die Sun Line mit der Epirotiki Lines zu Royal Olympic Cruises zusammen. Die Stella Solaris blieb für die neue Reederei noch acht Jahre im Einsatz, ehe sie im Oktober 2003 nach insgesamt 50 Dienstjahren ausgemustert wurde. Im folgenden Monat ging das Schiff unter dem Überführungsnamen S Solar zum Abbruch ins indische Alang, wo es am 11. Dezember 2003 eintraf.